# Leipziger Lerche (Gebäck)

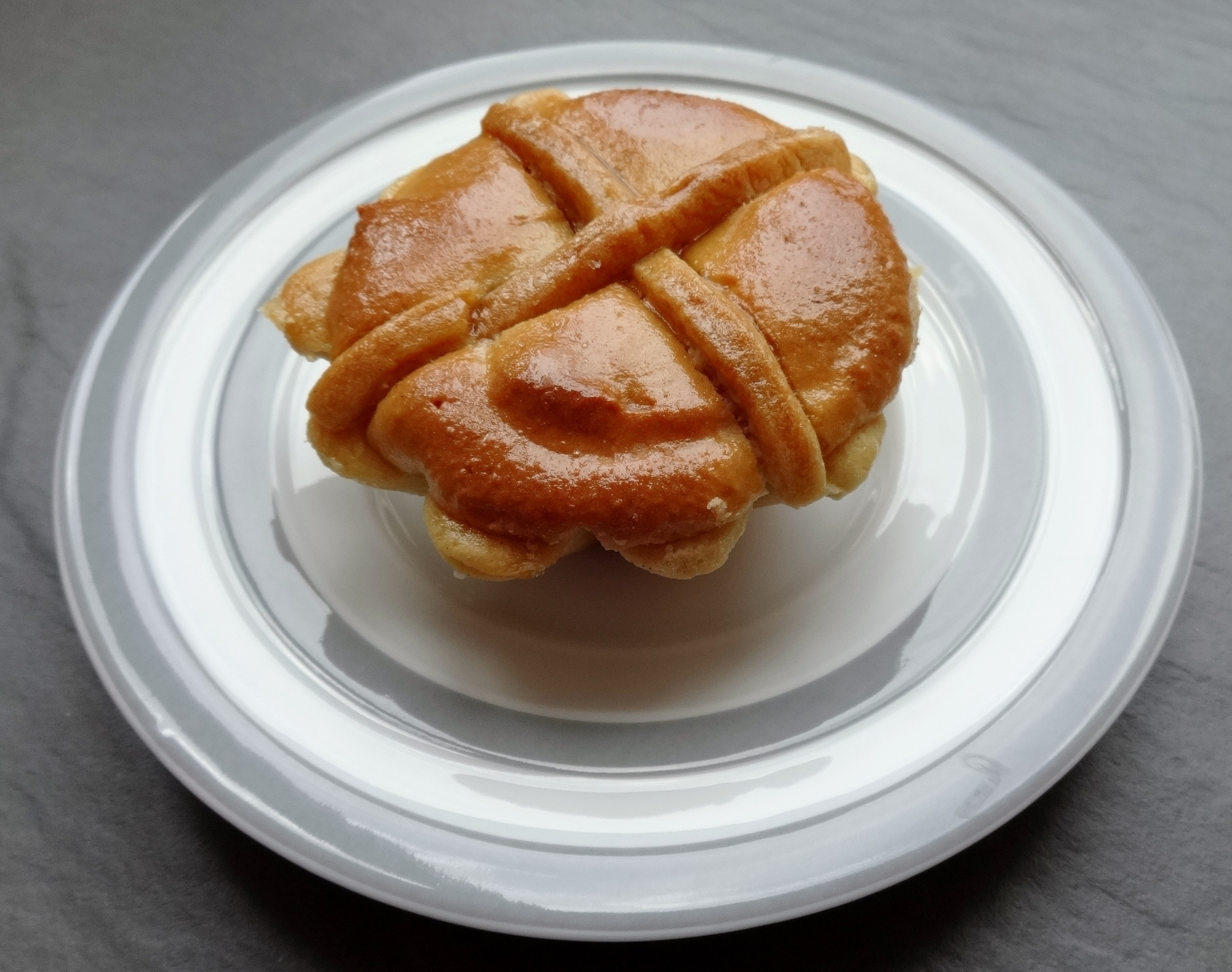
Leipziger Lerche

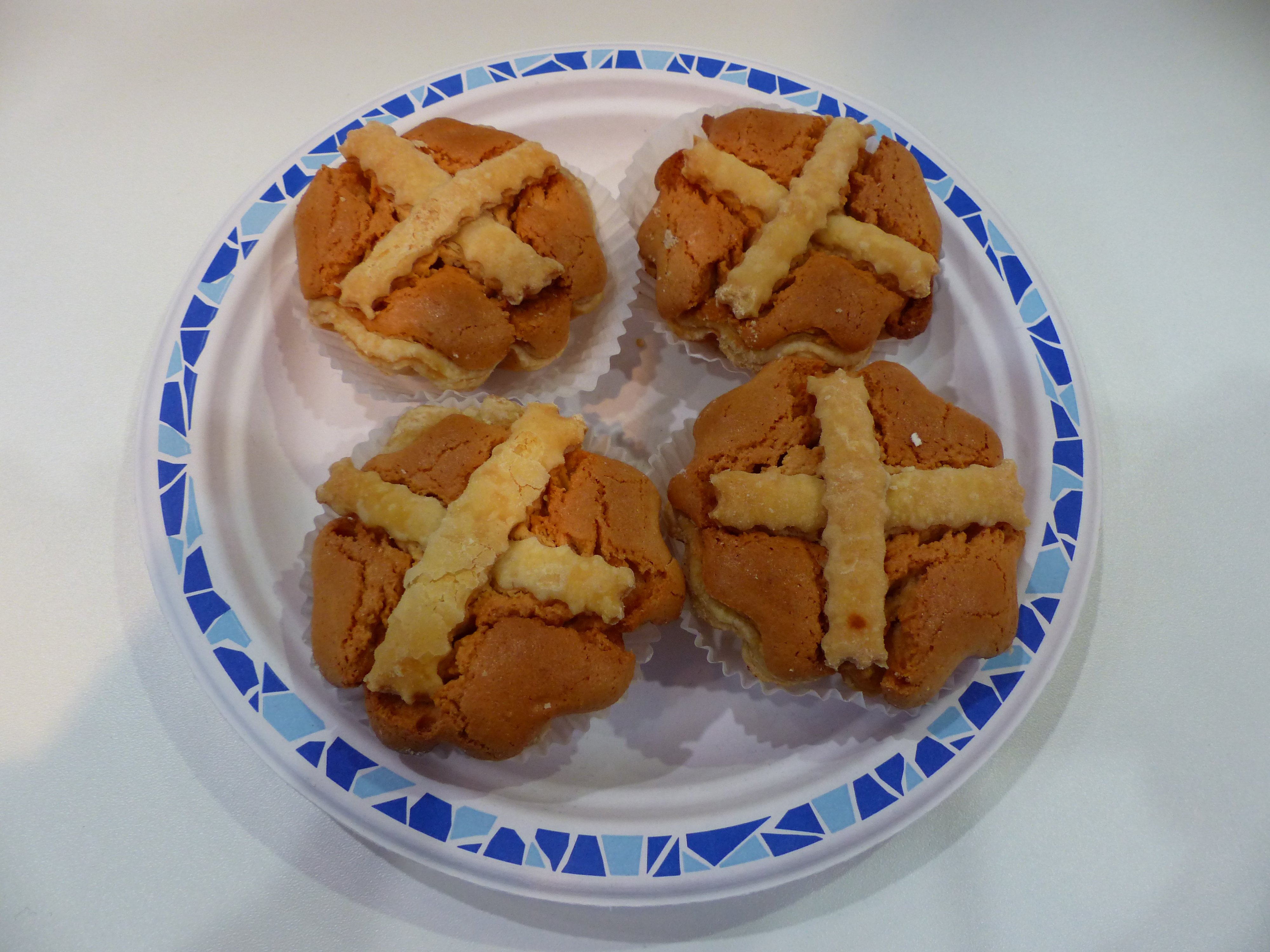
Leipziger Lerchen

Die Leipziger Lerche ist eine Gebäckspezialität aus Leipzig, deren Name an die früher in Leipzig als kulinarische Delikatesse insbesondere zu Festtagen verzehrten Singvögel erinnert. Erfunden wurde das Gebäck in Form einer Pastete nach dem offiziellen Verbot des Vogelfangs im Stadtgebiet 1876. Es handelt sich um eine Variante des Makronentörtchens, das aus Mürbeteig besteht und mit einer Masse aus Marzipan und Marmelade gefüllt ist. Verziert ist es mit zwei überkreuzten Teigstreifen. Der Begriff Leipziger Lerche ist seit 2004 durch den Landesinnungsverband Saxonia geschützt.

## Geschichte
Heute geschützte Singvögel wurden seit dem Mittelalter bis in das 20. Jahrhundert hinein in Europa zum Verzehr gefangen und zubereitet. Lerchen galten als Delikatesse und die Region Leipzig war jahrhundertelang ein Hauptfanggebiet für sie. Allein im Oktober 1720 wurden über 400.000 Lerchen nach Leipzig geschafft, wenn man das auf die Hauptfangzeit September bis November hochrechnet, entspricht das etwa 1,2 Millionen Lerchen pro Jahr. Während der Leipziger Messe wurden sie alljährlich in hohen Stückzahlen von den ortsansässigen Bäckern zubereitet. Rezepte für Leipziger Lerchen fanden sich im 18. und 19. Jahrhundert in jedem bekannten Kochbuch. Die Vögel wurden in Haushalten und Gasthäusern gebraten, mit einem Faden dressiert und mit Kräutern und Eiern gebacken oder als Pastete zubereitet. Ein großer Teil wurde jedoch ins Ausland verschickt. Dazu wurden die Vögel sofort nach dem Fang gerupft, einzeln in Papier gewickelt und in Spezialkisten verpackt. In Leipzig handelten Lerchenfrauen im Salzgäßchen damit.
Im 19. Jahrhundert nahm die Tierschutz-Bewegung an Bedeutung und Einfluss zu und der Verzehr von Singvögeln wurde zunehmend kritisiert. Tierschutzvereine forderten, Singvögel generell von der Liste der jagdbaren Tiere zu streichen. Schließlich verbot der sächsische König Albert 1876 offiziell die Lerchenjagd. Zu diesem Zeitpunkt wurden Lerchen zu einer Seltenheit. Der Grund dafür war einerseits Überjagung in den vergangenen Jahren, andererseits ein schweres Unwetter, das den Tod zahlreicher Vögel verursacht hatte.
Der Überlieferung zufolge entstand das Gebäck als Ersatz für die nicht mehr zubereiteten Singvögel. „Zwar ist es nicht eindeutig belegt, aber vieles spricht dafür, daß der erste Anstoß für ein entsprechendes Süßgebäck von den Leipziger Bäckern ausging, die die Lerchen für die Frachtfuhrleute bislang in ihren Backöfen gebacken hatten. (…) Auch wenn die Form im Laufe der Jahre zunehmend vereinfacht wurde, sollen sich Name und Gebäck nun schon über 100 Jahre erhalten haben.“ Die überkreuzten Teigstreifen ahmen die Bänder nach, mit denen die gefüllten Vögel seinerzeit zugebunden wurden.
Kleine Lerchen sind inzwischen typischer Bestandteil einer Leipziger Kaffeeschüssel.
Im November 2019 feierte das Leipziger Traditionsgebäck nach 144 Jahren eine Premiere in seiner Entwicklung. Dem Zeitgeist entsprechend gibt es die Leipziger Lerche nunmehr glutenfrei, weizenfrei, vegan, in Bio-Qualität und dazu noch zuckerreduziert.